# Royalty Theatre

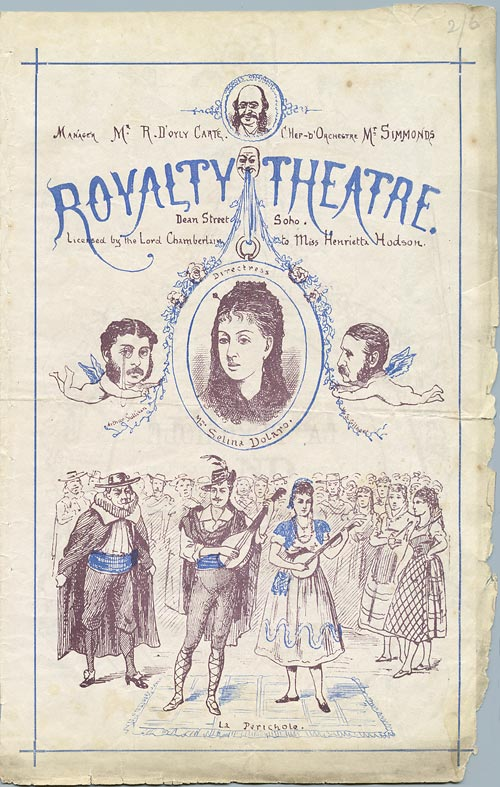
Programmheft von 1875

Das Royalty Theatre war ein Theater in der Dean Street in Soho, London, das von 1840 bis 1938 bestand.

## Geschichte
Das Theater ging auf die Idee der Schauspielerin Frances Maria Kelly (1790–1882) zurück, eine Theaterakademie zu gründen. Am Abend der Eröffnung am 25. Mai 1840 wurden drei Stücke aufgeführt: Summer and Winter von Morris Barnett, ein Melodram,  The Sergeant’s Wife, sowie eine Posse, The Midnight Hour. Das Theater wurde bereits nach einer Woche geschlossen, was vermutlich zum Teil an den hohen Eintrittspreisen von fünf oder sechs Shilling lag. Am 22. Februar 1841 wurde das Theater zu geringeren Eintrittspreisen wiedereröffnet und kurzzeitig von Kelly für ihre eigenen Monologe genutzt. Mit ihrer Krankheit endete jedoch vorläufig die Nutzung des Theaters.
Das Theatergebäude wurde 1850 als (Royal) Soho Theatre wiedereröffnet und trug ab dem 5. November 1850 den Namen New English Opera House. Das Gebäude wurde hauptsächlich von Laienschauspielern gemietet. 1861 übernahm Albina di Rhona das Theater und änderte den Namen in New Royalty Theatre. Die Wiedereröffnung erwies sich als nicht erfolgreich.
Anfang der 1870er-Jahre wurde das Theater von Henrietta Hodson geleitet, die dort hauptsächlich Burlesken und Komödien aufführte, darunter W. S. Gilberts The Realm of Joy und Ought We to Visit her? 1872 wurde das Gebäude in Royalty Theatre umbenannt und behielt seitdem diesen Namen bei. Am 25. März 1875 hatte das Theater, damals unter der Leitung von Selina Dolaro, einen großen Erfolg mit der Aufführung der Gilbert-und-Sullivan-Operette Trial by Jury. Ab 1877 wurde das Theater von Kate Santley geleitet. Ab 1891 kamen verstärkt moderne Dramen zur Aufführung, darunter Stücke von Henrik Ibsen und George Bernard Shaw. Ein großer Erfolg konnte mit der Produktion von Brandon Thomas’ Stück Charley’s Aunt im Jahr 1892 gefeiert werden.
Nach Umbauten und Renovierungen, bei denen die Zahl der Sitzplätze auf 657 erhöht wurde, wurde das Theater am 4. Januar 1906 wiedereröffnet. Die letzte Aufführung fand am 25. November 1938 statt, und 1953 wurde das Gebäude abgerissen.

## Herkunft
Im Januar 1850 wurde das Theater als Royal Soho Theatre wiedereröffnet, nachdem es von W. W. Deane und S. J. Nicholl renoviert. Im November desselben Jahres wurde es in New English Opera House umbenannt. Es wurden verschiedene Produktionen aufgeführt, darunter die Englische Grand Opera. Die Aufführungen wurden hauptsächlich von Amateuren durchgeführt. Sie wurden vom Theater zu Standardpreisen angestellt.
1861 übernahm Albina di Rhona, eine serbische Ballerina und Comic-Schauspielerin, die Leitung des Theaters. Sie benannte es New Royalty Theatre  und ließ es von „M. Bulot, Pariser Innenarchitekt seiner kaiserlichen Majestät, Louis Napoleon“, mit geschliffenen Glasgläsern, bemalten Tafeln, blauen Satinvorhängen und Gold umbauen und neu dekorieren. Im Eröffnungsprogramm tanzte di Rhona, der Leiter der Boston Brass Band aus Amerika, ein Hornsolo, und ein Melodram, Atar Gull, wurde mit der 14-jährigen Ellen Terry in der Besetzung aufgeführt. Die Wiedereröffnung war jedoch kein Erfolg.
1862 wurde das Theater von Frau Charles Selby gepachtet, die auch eine Schauspielschule leitete. Sie vergrößerte das ursprüngliche Theater und somit konnten ungefähr 650 Leute untergebracht werden. Sie benutzte das Theater um es ihren Schülern zu präsentieren und vermietete es gelegentlich an andere Leute. Das Theater wechselte immer wieder den Besitzer.
Es wurde von 1866 bis 1870 von Martha Cranmer Oliver geleitet, die hauptsächlich Burlesken vorstellte, darunter F. C. Burnands Burleske von Black-Eyed Susan, die fast 500 Nächte lief, und eine Burleske von W. S. Gilbert, The Merry Zingara. Das Theater wurde in den frühen 1870er-Jahren von Henrietta Hodson geleitet. Sie produzierte auch hauptsächlich Burlesques und Komödien, darunter Gilberts’ The Realm of Joy und Ought We to Visit her?
Im Jahr 1872 wurde es als Royalty Theatre bekannt und behielt diesen Namen (obwohl es gelegentlich als New Royalty Theatre bekannt war).